# Surface Pro
Surface Pro是微软所設計銷售Surface品牌的平板电脑系列第一代产品之一。它运行完整版的Windows系统。
Surface Pro系列的最大优势是它们几乎可以运行所有的Windows应用程序，这使它们可以成为Windows笔记本电脑的替代品。Surface Pro系列产品都附带有手写笔，用于艺术创作和记录笔记。其中Surface Pro使用了Wacom技术。
Surface Pro于2013年2月9日正式发布。Surface Pro拥有一个全高清显示器和一个10.6英寸的屏幕。它拥有只支持一个角度的kickstand，且比之前发布的运行Windows RT的第一代Surface厚很多。
Surface Pro的分辨率达到1920X1080，眼睛將無法區分單個像素。使用微軟的ClearType高解析顯示技術，支持超寬視角和自動調節屏幕亮度。
Surface Pro散熱系統擁有周長通風，使空氣於兩側流出，有助避免氣流被手阻礙。Surface RT版的CPU使用Nvidia Tegra處理器，Surface Pro版的CPU則使用Ivy Bridge Core i5雙核四線程處理器。